# Neosciatheras laticeps
Neosciatheras laticeps är en stekelart som beskrevs av Masi 1917. Neosciatheras laticeps ingår i släktet Neosciatheras och familjen puppglanssteklar.
Artens utbredningsområde är Seychellerna. Inga underarter finns listade i Catalogue of Life.